# Hamburger Südsee-Expedition de 1908-1910
La Hamburger Südsee-Expedition de 1908–1910 (en français Expédition dans les mers du Sud de Hambourg est une expédition ethnographique partie le 8 juillet 1908 et revenue le 22 avril 1910 effectuée dans l'Océan Pacifique.

## Historique
L'expédition est équipée par la Fondation scientifique de Hambourg et organisée par le directeur du musée ethnologique de Hambourg,  Georg Thilenius (de). Il a été utilisé pour ce faire un bateau à vapeur de la Hamburg America Line sous la direction du capitaine Richard Vahsel. La Mélanésie est explorée la première année sous la direction de Friedrich Fülleborn, la Micronésie sous la nouvelle direction d'Augustin Kraemer. Les territoires visités faisaient alors partie de l'empire colonial allemand dans le Pacifique.

## Membres de l'expédition
| - Hans Damm (1895–1972) - Georg Duncker (1870–1953) - Anneliese Eilers (1900–1953) - Friedrich Fülleborn (1866–1933) - Paul Hambruch (1882–1932) | - Ferdinand Hefele - Franz Emil Hellwig (1854–1929) - Robert Herzenberg (1885–1955) - Augustin Kraemer (1865–1941) - Elisabeth Kraemer-Bannow (1874–1945) | - Wilhelm Müller (1881–1916) - Hans Nevermann (1902–1982) - Otto Reche (1879–1966) - Ernst Gotthilf Sarfert (1882–1937) - Georg Thilenius (1868–1937) |

## Publications des résultats
Les résultats du voyage de recherche ont été publiés dans le cadre d'une série de publications jusqu'aux années 1950. L'accent était principalement mis sur les découvertes ethnographiques. Les volumes ont d'abord été publiés par Georg Thilenius. Ils sont publiés par Friederichsen à Hambourg à partir de 1914 et par Friederichsen & DeGruyter à compter de 1929.
La série globale suit la structure : 
- 1. Général
- 2: Ethnographie A: Mélanésie
- 2: Ethnographie B: Micronésie

Il existe plusieurs demi-volumes ou sous-volumes, départements, etc.